# CNT Bahia
CNT Bahia é uma emissora de televisão brasileira sediada em Salvador, capital do estado da Bahia. Opera no canal 18 (17 UHF digital), e é uma emissora própria da CNT. Seus transmissores estão na torre da TVE Bahia, na parte alta do bairro da Federação.

## História
Antes do surgimento da CNT Bahia, entre os anos de 1995 a 1997, a CNT era levada ao ar em Salvador e outros municípios baianos através da TV Aratu, que até então era afiliada a Rede Manchete. Com o contrato de arrendamento expirado, a TV Aratu afiliou-se ao SBT. Desde então, a CNT passou a ser retransmitida pelo canal 39 UHF, cujo sinal era irradiado da torre da Rede Vida, alugada pela CNT, no bairro da Federação.
Em 1.º de abril de 2002, o presidente Fernando Henrique Cardoso outorgou a concessão do canal 18 UHF de Salvador para a CNT, após concorrência pública. Em 17 de novembro de 2009, a retransmissora da RedeTV! que ocupava o canal 18 UHF desde 1999, saiu do ar, e em seu lugar entrou a CNT Bahia ainda em fase de testes, já que o canal estava autorizado apenas a ir ao ar, não podendo ainda gerar programação local.
Em 22 de dezembro de 2014, surgiram boatos de que o Grupo Record havia comprado 10% da emissora, boato esse que foi desmentido pelas Organizações Martinez.
Em 30 de maio de 2023, a CNT Bahia encerrou a produção local de telejornalismo e deixou o prédio alugado, na Graça,  que era ocupado pela emissora desde 2015. A mudança aconteceu devido a cortes de gastos promovidos pela CNT, que já haviam atingido a CNT São Paulo. Com isso, a equipe de jornalismo da emissora passou a contar apenas com o repórter João Paulo Reis, e o CNT Notícias BA passou a ser gravado nos estúdios da CNT Curitiba. O programa Jogo do Poder Notícias, que era apresentado por Zilan Costa e Silva, também deixou a grade.

## Sinal digital
| Canal virtual | Canal digital | Resolução de tela | Programação                              |
| ------------- | ------------- | ----------------- | ---------------------------------------- |
| 18.1          | 17 UHF        | 1080i             | Programação principal da CNT Bahia / CNT |

Atualmente, a CNT Bahia opera seu sinal alugando a torre de transmissão da TVE Bahia. A emissora adquiriu um terreno no bairro da Federação e entrou com pedido junto a SUCOM para a construção de uma torre, sem previsão de quando o projeto será concretizado.
Transição para o sinal digital
Com base no decreto federal de transição das emissoras de TV brasileiras do sinal analógico para o digital, a CNT Bahia, bem como as outras emissoras de Salvador, cessou suas transmissões pelo canal 18 UHF em 27 de setembro de 2017, seguindo o cronograma oficial da ANATEL.

## Programas
Além de retransmitir a programação nacional da CNT, atualmente a emissora exibe os seguintes programas:
- CNT Notícias BA: Telejornal, apresentado em esquema de rodízio;[9]
- Geraldão e o Povo: Entretenimento, com Geraldo Rocha;[10]

Diversos outros programas compuseram a grade da emissora e foram descontinuados:
- A Propósito
- Bahia é Show
- Cheia de Assunto
- Jogo do Poder Notícias
- Making Off
- Nordeste Em Destaque